# Суверенна държава на ордена на бекташите
Суверенната държава на ордена на бекташите (на албански: Shteti Sovran i Urdhrit Bektashi) е проект за микродържава, която ще бъде изцяло разположена на територията на столицата на Албания, Тирана. 
Плановете за създаването ѝ са обсъждани от албанския министър-председател Еди Рама и подкрепени от лидера на ордена на бекташите Баба Монди, като първият заявява, че повече подробности за създаването на държавата ще бъдат разкрити в близкото бъдеще. Ако бъде създадена, тя ще стане най-малката по площ държава в света с обща площ 0,11 km², измествайки Ватикана.